# الوحدة الاقتصادية والنقدية للاتحاد الأوروبي
الاتحاد الاقتصادي والنقدي (بالإنجليزية: Economic and Monetary Union of the European Union)‏ (EMU) هو مصطلح شامل لمجموعة السياسات التي تهدف إلى تقارب اقتصادات الدول الأعضاء في الاتحاد الأوروبي على ثلاث مراحل. تغطي السياسات 19 دولة من منطقة اليورو، وكذلك دول الاتحاد الأوروبي غير اليورو.
تتكون كل مرحلة من مراحل الاتحاد النقدي الأوروبي من تكامل اقتصادي أوثق بشكل تدريجي. بمجرد مشاركة الدولة في المرحلة الثالثة، يُسمح لها باعتماد اليورو كعملة رسمية لها. على هذا النحو، فإن المرحلة الثالثة مرادفة إلى حد كبير لمنطقة اليورو. معايير التقارب باليورو هي مجموعة المتطلبات التي يجب الوفاء بها من أجل انضمام بلد ما إلى منطقة اليورو. أحد العناصر المهمة في ذلك هو المشاركة لمدة لا تقل عن عامين في آلية سعر الصرف الأوروبية ("ERM II")، حيث تُظهر العملات المرشحة تقاربًا اقتصاديًا من خلال الحفاظ على انحراف محدود عن السعر المستهدف مقابل اليورو.
دخلت تسع عشرة دولة عضو في الاتحاد الأوروبي، بما في ذلك ليتوانيا مؤخرًا، المرحلة الثالثة وتبنت اليورو عملة لها. يجب على جميع الدول الأعضاء الجدد في الاتحاد الأوروبي الالتزام بالمشاركة في المرحلة الثالثة من معاهدات الانضمام الخاصة بهم. والدنمارك فقط، التي تسبق عضويتها في الاتحاد الأوروبي قبل إدخال اليورو، لديها حق الانسحاب القانوني من معاهدات الاتحاد الأوروبي التي تمنح الإعفاء من هذا الالتزام. والدول السبع المتبقية غير الأعضاء في منطقة اليورو ملزمة بدخول المرحلة الثالثة بمجرد امتثالها لجميع معايير التقارب.